# Suzumiya Haruhi no yūutsu
Suzumiya Haruhi no yūutsu 涼宮ハルヒの憂鬱 ("Haruhi Suzumiyas melankoli"?) är ett multimedia-franchise. I början bestod den av en light novel-serie skriven av Tanigawa Nagaru och illustrerad av Ito Noizi. Senare innehöll den även anime, manga och datorspel. Serien kombinerar slice of life, skolliv och komedi med mystery och science fiction samt även parodiska inslag av anime- och manga-kultur.

## Handling
Handlingen ses från en pojke vid namn Kyons perspektiv, och kretsar kring en av hans klasskamrater, en flicka vid namn Haruhi Suzumiya; båda två har nyss börjat gymnasiet i början av serien. Haruhi deklarerar redan från första skoldagen att hon inte är intresserad av vanliga människor, men om det finns några utomjordingar, tidsresenärer eller personer med ESP-förmågor så kan de vända sig till henne.
Efter att ha genomsökt skolans samtliga klubbar efter intressanta människor och misslyckats bestämmer sig Haruhi för att bilda en egen klubb, "SOS-kåren" (ＳＯＳ団 SOS-dan?). Förkortningen står för "Sekai wo Ooini moriagerutame no Suzumiya Haruhi no Dan" - "Suzumiya Haruhis förening för att rädda världen genom att fylla den med roligheter".
Under och efter klubbens bildande genomsöker Haruhi skolan efter intressanta personer att fylla klubben med, och lyckas få ihop ett klientel som, trots att hon själv inte är medveten om det, stämmer in skrämmande väl på hennes krav. Den slutgiltiga gruppbesättningen består av Haruhi själv, människan Kyon som är Haruhis utvalda, tidsresenären Mikuru Asahina, rymdvarelsen Yuki Nagato, och Itsuki Koizumi som har vissa ESP-förmågor.
Mikuru, Yuki och Itsuki avslöjar deras övernaturlighet för Kyon, och att de har skickats från olika organisationer för att observera Haruhi; det visar sig att Haruhi har kraften att förvränga verkligheten efter sin egen vilja, något som hon inte själv känner till, och gör helt omedvetet.
Mycket av serien handlar om hur klubbmedlemmarna tvingas ställa upp på Haruhis nycker och genomföra alla hennes uppdrag samt klubbmedlemmarnas, särskilt Kyons, ansträngningar för att dels hålla Haruhis verklighetsförvrängande krafter under kontroll och även hindra Haruhi från att inse att hon besitter nämnda krafter.

## Rollfigurer

### Medlemmar i SOS-kåren
Kyon
Den enda normala människan i SOS-kåren. Namnet "Kyon" är egentligen ett smeknamn och hans riktiga namn avslöjas inte i serien.
Haruhi Suzumiya
Den excentriska och nyckfulla huvudfiguren i serien. Hon påstår sig bara vara intresserad av utomjordingar, tidsresenärer och personer med utomsinnlig varseblivning.
Yuki Nagato
Den enda medlemmen av SOS-kåren som inte blev rekryterad av Haruhi utan blev medlem när Haruhi tog över litteraturklubbens klubbrum. Yuki var från början den enda medlemmen i litteraturklubben. Hon är duktig på datorer och på att spela gitarr. Yuki är en utomjording.
Mikuru Asahina
Mikuru är ett år äldre än alla andra i klubben och blev med våld rekryterad av Haruhi främst på grund av hennes utseende. Mikuru är egentligen en tidsresenär.
Itsuki Koizumi
Itsuki är en mystisk utbytesstudent och medlem i en hemlig organisation som kallas just "Organisationen". Organisationen består av speciella människor med PSI-krafter. Itsuki fick i uppdrag av Organisationen att observera och skydda Haruhi, varefter Haruhi rekryterade honom av den enkla anledningen att han var en "mystisk utbytesstudent".

### Övriga
Asakura Ryōko
Ryōko är till början en väldigt trevlig och snäll person. Hon tänker mycket på Haruhi och hur hon skiljer ut sig själv från resten av klassen. Det visar sig dock senare att hon är Yukis backup ifall någonting skulle inträffa. Från början uppmuntrar hon Kyon att starta en relation med Haruhi, men försöker senare mörda honom. Yuki stoppar henne och raderar henne från den fysiska världen.
Tsuruya
Tsuruya är Mikurus hyperaktiva vän. Det mesta hon vet om SOS-kåren kommer från vad Mikuru själv berättar för henne (hon säger ofta "Mikuru har berättat mycket om dig!"). Tsuruya är en otroligt glad person som skrattar och ler i princip hela tiden med hår som går ner till anklarna.
Taniguchi och Kunikida
Taniguchi och Kinikida är Kyons klasskamrater. Kunikida gick på samma skola som Kyon tidigare innan High School medan Taniguchi bara råkade sitta bredvid honom. Dessa två syns oftast tillsammans. Taniguchi är en typisk flick-älskande kille som sätter betyg på varenda tjej han ser baserade på hans eget tycke och smak. Kunikida säger inte mycket alls i serien - när de två väl kommer i bild är det främst Taniguchi som pratar.
Datorklubbens ledare
Hans namn nämns inte, men han är ledare för Datorklubben som ligger granne med SOS-kårens klubbrum. Haruhi stormade in och tog deras nyaste dator med hjälp av att bokstavligt talat sparka honom på Mikuru och fotografera det hela för att sedan fnissa och säga "Nu har jag bilderna på dina sexuella övergrepp", samt utpressa honom genom att hota att sprida ut bilderna på hela skolan. Haruhi använder också bilderna för att tvinga Datorklubben att koppla in bredbandsuppkoppling i SOS-kårens klubbrum. Han kommer inte över detta, och senare i serien så utmanar han SOS-kåren i ett strategidatorspel kallat The Day of Sagittarius III, som datorklubben själva har tillverkat. Om datorklubben vinner så vill de ha tillbaka datorn Haruhi tog från dem, om datorklubben skulle förlora så skulle han ge dem datorn samt fyra laptops, en till varje medlem.
Kyons syster
Liksom datorklubbens ledare och Kyon så nämns inte hennes namn.

## Media

### Light novels
| Nr | Titel | Utgivningsdatum          | ISBN                                          |
| -- | --- | ------------------------ | --------------------------------------------- |
| 1  | The Melancholy of Haruhi Suzumiya Suzumiya Haruhi no Yūutsu (涼宮ハルヒの憂鬱? "Haruhi Suzumiyas melankoli")                                   | 6 juni 2003              | ISBN 978-4-04-429201-0                        |
| 2  | The Sigh of Haruhi Suzumiya Suzumiya Haruhi no Tameiki (涼宮ハルヒの溜息? "Haruhi Suzumiyas suck")                                             | 30 september 2003        | ISBN 978-4-04-429202-7                        |
| 3  | The Boredom of Haruhi Suzumiya Suzumiya Haruhi no Taikutsu (涼宮ハルヒの退屈? "Haruhi Suzumiyas uttråkning")                                   | 27 december 2003         | ISBN 978-4-04-429203-4                        |
| 4  | The Disappearance of Haruhi Suzumiya Suzumiya Haruhi no Shōshitsu (涼宮ハルヒの消失? "Försvinnandet av Haruhi Suzumiya")                       | 31 juli 2004             | ISBN 978-4-04-429204-1                        |
| 5  | The Rampage of Haruhi Suzumiya Suzumiya Haruhi no Bōsō (涼宮ハルヒの暴走? "Haruhi Suzumiyas raseri")                                           | 1 oktober 2004           | ISBN 978-4-04-429205-8                        |
| 6  | The Wavering of Haruhi Suzumiya Suzumiya Haruhi no Dōyō (涼宮ハルヒの動揺? "Haruhi Suzumiyas upprördhet")                                      | 21 mars 2005             | ISBN 978-4-04-429206-5                        |
| 7  | The Intrigues of Haruhi Suzumiya Suzumiya Haruhi no Inbō (涼宮ハルヒの陰謀? "Haruhi Suzumiyas komplotter")                                     | 31 augusti 2005          | ISBN 978-4-04-429207-2                        |
| 8  | The Indignation of Haruhi Suzumiya Suzumiya Haruhi no Fungai (涼宮ハルヒの憤慨? "Haruhi Suzumiyas indignation")                                | 1 maj 2006               | ISBN 978-4-04-429208-9                        |
| 9  | The Dissociation of Haruhi Suzumiya Suzumiya Haruhi no Bunretsu (涼宮ハルヒの分裂? "Haruhi Suzumiyas åtskiljande")                             | 1 april 2007             | ISBN 978-4-04-429209-6                        |
| 10 | The Surprise of Haruhi Suzumiya (First Half) Suzumiya Haruhi no Kyōgaku (Zen) (涼宮ハルヒの驚愕 (前)? "Haruhi Suzumiyas överraskning (före)")  | 25 maj 2011 15 juni 2011 | ISBN 978-4-04-429210-2 ISBN 978-4-04-429211-9 |
| 11 | The Surprise of Haruhi Suzumiya (Second Half) Suzumiya Haruhi no Kyōgaku (Go) (涼宮ハルヒの驚愕 (後)? "Haruhi Suzumiyas överraskning (efter)") | 25 maj 2011 15 juni 2011 | ISBN 978-4-04-429210-2 ISBN 978-4-04-429212-6 |

### Film
Den 6 februari 2010 släpptes en film baserad på serien. Filmen heter The Disappearance of Haruhi Suzumiya ("Försvinnandet av Haruhi Suzumiya"), och är en uppföljare till anime-serien. Dden sålde över 200,000,000 yen.[källa behövs]

### Signaturmelodier
Startlåtar
- Koi no Mikuru Densetsu (恋のみくる伝説) (Avsnitt 1)
  - Sångare: Yuko Goto (Mikuru Asahina)

- Bouken Desho Desho? (冒険でしょでしょ？) (Avsnitt 2-13)
  - Sångare: Aya Hirano (Haruhi Suzumiya)
  - Sångtext: Aki Hata
  - Musik: Tomokazu Toshiro
  - Arrangemang: Takahiro Endo

Slutlåtar
- Hare Hare Yukai (ハレ晴レユカイ) (Avsnitt 1-13)
  - Sångare: Aya Hirano (Haruhi Suzumiya), Minori Chihara (Yuki Nagato) och Yuko Goto (Mikuru Asahina)
  - Sångtext: Aki Hata
  - Musik: Tomokazu Toshiro
  - Arrangemang: Takahiro Endo

- Bouken Desho Desho? (冒険でしょでしょ？) (Avsnitt 14)